# Ivan Santaromita
Ivan Santaromita (Varese, Llombardia, 30 d'abril de 1984) és un ciclista italià, professional des del 2006. Actualment corre a l'equip Nippo-Vini Fantini.
Germà del també ciclista Mauro-Antonio Santaromita, professional entre 1986 i 1997, va passar al professionalisme el 2006 de la mà de l'equip en l'equip Quick Step-Innergetic. En el seu palmarès destaca el Campionat d'Itàlia en ruta de 2013.

## Palmarès
- 2010
  - 1r a la Setmana Internacional Coppi i Bartali
- 2013
  -  Campionat d'Itàlia en ruta
  - Vencedor d'una etapa al Giro del Trentino

### Resultats al Tour de França
- 2011. 83è de la classificació general

### Resultats a la Volta a Espanya
- 2008. 125è de la classificació general
- 2010. 65è de la classificació general
- 2011. 117è de la classificació general
- 2013. 48è de la classificació general
- 2014. Abandona (7a etapa)

### Resultats al Giro d'Itàlia
- 2012. 52è de la classificació general
- 2013. 30è de la classificació general
- 2014. No surt (18a etapa)
- 2019. 102è de la classificació general